# Eixam de dics Mackenzie
L'eixam de dics Mackenzie (també anomenats dics Mackenzie), forma una gran província ígnia a l'Escut canadenc occidental del Canadà. Forma part de la gran província ígnia Mackenzie i és un dels més de tres dotzenes d'eixams de dics a diverses parts de l'escut canadenc.
L'eixam de dics Mackenzie és l'eixam de dicsmés gran conegut a la Terra, amb més de 500 km d'amplada i 3.000 km de llarg, que s'estén en direcció nord-oest per tot el Canadà des de l'Àrtida fins al Gran Llacs. Els dics màfics tallen roques arqueanes i proterozoiques, incloses les de la conca de l'Athabasca a Saskatchewan, la conca del Thelon a Nunavut, i la conca del llac Baker als Territoris del Nord-oest.
Es considera que la font de l'eixam del dics de Mackenzie va ser un centre de plomall del mantell anomenat punt calent de Mackenzie. Fa uns 1.268 milions d'anys, el crató del Gran Llac de l'Esclau va ser parcialment aixecat i introduït per l'eixam gegant del dic de Mackenzie. Aquest va ser l'últim esdeveniment important que va afectar el nucli del crató del Gran Llac de l'Esclau, encara que més tard es va registrar un magmatisme màfic més jove al llarg de les seves vores.